# 鈴木敬
鈴木 敬（すずき けい、1920年12月16日 - 2007年10月18日）は、日本の美術学者（中国絵画史）・美術史家。東京大学名誉教授。日本学士院会員。勲等は勲二等。
国立博物館、文化財保護委員会での勤務を経て、東京芸術大学美術学部助教授、東京大学東洋文化研究所教授、東京大学東洋文化研究所所長、静岡県立美術館館長などを歴任した。

## 経歴
生い立ち
1920年、静岡県伊東市で生まれた。東京帝国大学文学部美学美術史科で学び、1944年9月に学徒動員令を受けて繰り上げ卒業。兵役をへて1946年に復員。
美術史家として
1949年1月、国立博物館に調査員として勤務。1952年より文化財保護委員会事務局(現・文化庁)美術工芸品課に勤務。1959年、東京芸術大学美術学部専任講師に就いた。1960年に助教授昇格。1965年、東京大学東洋文化研究所助教授に転じた。1967年、米澤嘉圃の後任として教授に昇格。1970年から1972年まで、東京大学東洋文化研究所所長を務めた。1981年に東京大学を定年退官し、名誉教授となった。1979年から郷里の静岡県立美術館の設立準備に関わり、1986年に開館すると初代館長を務めた。
学界では、1975年から1978年まで美術史学会代表委員をつとめた。1990年、日本学士院会員に選出された。1988年1月、皇居「講書始」で「日本に伝存した中国画の一断面と日本絵画」を進講。2007年、肺炎のため東京都にて死去。

## 受賞・栄典
- 1984年：紫綬褒章を受章。
- 1985年：日本学士院賞を受賞。
- 1991年：勲二等瑞宝章を受章。

## 研究内容・業績
専門は中国美術史で、中国中世の中国絵画史。特に北宋・元の李郭派を中心とする作品と画家に着目して研究を進めた。東洋文化研究所在任中には同研究所の美術史・考古学部門を中国絵画の写真資料センターとすべく、数次にわたって中国、台湾、アメリカ、ヨーロッパ等での中国絵画悉皆調査を敢行。20万点を越える膨大な資料を収集し、公開を進めた。

## 著作
著書
- 『明代絵画史研究・浙派』木耳社 1968
- 『中国絵画史』(全4巻) 吉川弘文館 1981-1995

1. 『中国絵画史』(上) 吉川弘文館 1981
2. 『中国絵画史』(中之1) 吉川弘文館 1984
3. 『中国絵画史』(中之2) 吉川弘文館 1988
4. 『中国絵画史』(下) 吉川弘文館 1995

- 新装版『中国絵画史』(全4巻) 吉川弘文館 2011

共編著
- 『東洋・中国・絵画』(美術カード 13) 松下隆章共編、美術出版社 1956
- 『宋元名画：梁楷・牧谿・玉澗』松下隆章共編、聚楽社 1956
- 『東洋美術史要説 下 中国・朝鮮篇』松原三郎共著、吉川弘文館 1960
  - 新版刊
- 『絵画』(中国美術 1) 秋山光和共編、戸田禎佑共著、講談社 1973
- 『絵画』(中国美術 2) 秋山光和共編、戸田禎佑共著、講談社 1973
- 『李唐・馬遠・夏珪』(水墨美術大系 2) 講談社 1974
  - 普及版 1980年
- 『中国絵画総合図録』(全5巻)[5]編者代表[6]、東京大学出版会 1982-1983

記念論集
- 『中国絵画史論集 鈴木敬先生還暦記念』（同会編、吉川弘文館 1981年12月）